# Amy Shiels
Amy Shiels (Dublín, 21 de febrero de 1991) es una actriz irlandesa de cine y televisión que ha aparecido en producciones como Veronica Guerin, Slaughter y Twin Peaks: The Return.

## Biografía
Shiels nació en 1991 en Dublín, siendo la séptima hija de una familia numerosa. Es prima del fallecido actor Karl Shiels.
Trabajó en la compañía del Gaiety Theatre de Dublín durante tres años y empezó a aparecer en series de televisión irlandesas y británicas. Apareció en la película Veronica Guerin, donde compartió reparto con Cate Blanchett. Interpretó varios papeles en películas de cineastas independientes estadounidenses: en 2009 actuó en el filme Slaughter y en 2012 interpretó un papel en la película Citadel.
Desde 2012 empezó a aportar su voz en algunos videojuegos, incluyendo Call of Duty: Black Ops III, Call of Duty 4: Modern Warfare, Final Fantasy XV y Divinity: Dragon Commander. En 2014 se radicó en Los Ángeles para seguir desarrollando su carrera como actriz.
En 2015 formó parte del reparto de Twin Peaks: The Return, en el papel de Candie.

## Filmografía

### Cine
| Año  | Título                | Papel              | Notas |
| ---- | --------------------- | ------------------ | ----- |
| 2002 | The Abduction Club    | Mary Nugent        |       |
| 2003 | Veronica Guerin       | Amante de Gilligan |       |
| 2003 | Cowboys & Angels      | Gemma              |       |
| 2007 | Shattered             | Laura Cooper       |       |
| 2008 | Dickens Secret Lover  | Ellen Ternan       |       |
| 2009 | Slaughter             | Faith              |       |
| 2010 | Incorporated          | Katie Dawson       |       |
| 2012 | Citadel               | Joanne             |       |
| 2016 | V Sign                | Amy                |       |
| 2018 | Freelancers Anonymous | Charlotte          |       |

### Televisión
| Año       | Título                 | Papel              | Notas       |
| --------- | ---------------------- | ------------------ | ----------- |
| 2001      | On Home Ground         | Trish              | 2 episodios |
| 2005      | Jericho                | Diana Hunter       | 1 episodio  |
| 2005      | Casualty               | Petra              | 1 episodio  |
| 2006      | The Clinic             | Caroline           | 1 episodio  |
| 2009      | Holby City             | Olivia Cullen      | 1 episodio  |
| 2010-2012 | Love/Hate              | Danielle           | 7 episodios |
| 2016      | The Secret             | Lisa Buchanan      | 2 episodios |
| 2017      | Twin Peaks: The Return | Candie             | 6 episodios |
| 2018      | Sticky                 | Bambi Facesquat    | 1 episodio  |
| 2019      | Hot Streets            | Oficial            | 1 episodio  |
| 2017-2019 | The Detour             | Nicole             | 3 episodios |
| 2021      | Red Election           | Nikki Foster-Lyons | 9 episodios |